# Шелби, Кэрролл
Кэ́рролл Холл Ше́лби (англ. Carroll Hall Shelby; 11 января 1923, Лисберг — 10 мая 2012, Даллас) — американский автогонщик и автомобильный конструктор. Наиболее известен как создатель специальных версий Ford Mustang — GT350 и GT500. Основанная им компания Shelby American Inc с 1962 года занималась тюнингом и подготовкой специальных версий дорожных и спортивных автомобилей, прежде всего марки Ford.
Выступал в гонках «24 часа Ле-Мана» (1954-1960), Targa Florio (1955), чемпионате мира Формулы-1 (1958-1959). Победитель 24 часов Ле-Мана 1959 года (напарник — Рой Сальвадори).

## Личная жизнь
Кэрролл Шелби родился 11 января 1923 года в Лисберге, штат Техас в семье сельского почтальона Уоррена Холла Шелби и его жены Элоизы Лоуренс Шелби. Кэррол, перенёсший проблемы сердечного клапана в возрасте 7 лет, провел бо́льшую часть своего детства в постели. В возрасте 14 лет здоровье Кэрролла улучшилось, и впоследствии он заявил, что «перерос» свои проблемы со здоровьем. На своей первой жене — Жанне Поля — Шелби женился 18 декабря 1943 года. Их дочь Шэрон Энн Шелби родилась годом позже — 27 декабря 1944 года. У них было ещё двое детей, сыновья по имени Майкл Холл (родился 2 ноября 1946) и Патрик Берт (родился 23 октября 1947). Шелби и Поля развелись в феврале 1960 года. 3 сентября 1997 года Шелби женился на Клео Патрисии Маргарите (Шелби).
10 мая 2012 года Кэрролл Шелби скончался.

## Жизнь до гонок
Шелби оттачивал навыки вождения на своём автомобиле Willys, посещая среднюю школу Вудро Вильсона (Даллас, Техас). После окончания школы в 1940 году Шелби был призван в армию Соединённых Штатов. Он служил в авиационном корпусе и участвовал во Второй мировой войне как инструктор полётов и лётчик-испытатель.

## Карьера гонщика
Кэрролл Шелби оказал существенное влияние на автомобильные гонки и дизайн автомобилей за последние 50 лет. Начав как любитель, он вскоре стал пилотом для таких команд, как Cad-Allard, Aston Martin, и Maserati в 1950-х. Деля вождение с Дональдом Хили на специально модифицированном обтекаемом и турбированом Austin-Healey 100 S, он установил 16 американских и международных рекордов скорости. Кэрролл Шелби и Рой Сальвадори, управляя Aston Martin, выиграли 24 часа Ле-Мана в 1959 году.
Он проехал автогонку Mount Washington Hillclimb Auto Race на гору Вашингтон в специально подготовленном родстере Ferrari, с рекордным временем 10:21,8 в 1956 году.
По мнению журнала Sports Illustrated, он был признан водителем года в 1956 и 1957 годах.
Шелби соревновался и в Формуле-1 в период с 1958 по 1959 год, стартовав в общей сложности в восьми гонках чемпионата мира и нескольких внезачётных Гран-при.

## Шелби — конструктор
После ухода из гонок в октябре 1959 года по состоянию здоровья, он открыл автошколу и Shelby-American company.
Он получил лицензию на импорт успешных британских спортивных гоночных автомобилей производства AC Motors, установил вместо оригинального британского двигателя Bristol двигатель от американского Форда и представил новый автомобиль для американской публики как AC Cobra, позже известный как Shelby или Shelby Cobra. Шелби продолжал сотрудничать с Фордом производя такие автомобили, как: Daytona Coupe, GT40, Mustang на основе Shelby GT350 и Shelby GT500 и, конечно, 427 Shelby Cobra. Расставшись с компанией Ford, Шелби пришёл на помощь в разработке автомобилей к подразделениям двух других американских автофирм из Большой Тройки: Dodge и Oldsmobile. Самым запоминающимся из этих автомобилей стали Dodge Viper и Oldsmobile 442.
Форд оказывал финансовую поддержку производства Кобры Шелби с 1962 по 1965 и Форда GT, сперва компании Джона Вейера Ford Advanced Vehicles в 1963 году, а затем с Shelby American с 1964 по 1967 год.
В последующие годы Шелби разработал интересную серию для «завершения» производства «Кобры» — эти «Кобры» якобы были построены с использованием «остатков» запчастей и рамы. В 1960 году FIA (Международная автомобильная федерация) потребовала производителей (Shelby, Ford, Ferrari, и т. д.), производить партии не менее чем из 100 автомобилей в серийном производстве тех моделей, которые представлены в гонках. Шелби просто построил некоторое небольшое количество автомобилей и пропустил между первой и второй частями партии большой блок VIN-номеров, чтобы создать иллюзию появления большого количества автомобилей. Десятилетия спустя, в 1990-х годах, Кэрролл начал утверждать, что он нашёл «оставшиеся» машины и начал продавать автомобили, которые якобы были «завершены». После того как были обнаружены автомобили (они, естественно, были построены с нуля) в сотрудничестве с McCluskey Ltd, их назвали «продолжением» «Кобры». Автомобиль производится по сей день и известен как «Кобра» серии CSX4000.
Кэрролл Шелби представлен в Международном зале славы автоспорта с 1991 года и Зале славы автоспорта Америки с 1992 года.
В 2003 году компании Ford Motor Co и Кэрролл Шелби восстановили связи. Кэрролл Шелби стал техническим советником проекта Ford GT. В том же году он основал в штате Невада компанию Carroll Shelby International, Inc.

## Shelby Dodges и Dodge Shelbys
Шелби начал работать с Dodge по просьбе Ли Якокки — председателя Chrysler Corporation. Якокка ранее был ответственен за Shelby Ford Mustang. После почти десятилетия настройки на эту работу Шелби был взят на борт в качестве «производительного консультанта» на Dodge Viper технической политики комитета Крайслера, состоящего из исполнительного директора Боба Лутца, главного дизайнера Тома Гейла, и инженерного вице-президента Франсуа Кастена. Шелби использовал его богатый опыт, чтобы сделать Viper лёгким и мощным настолько, насколько возможно.

## Смерть
Скончался в Далласе в возрасте 89 лет. Кэрролл Шелби был одним из самых долгоживущих реципиентов донорского сердца в США. В июле 1990 г. ему пересадили сердце 34-летнего мужчины. В 1996 г. Шелби была пересажена почка, донором стал его сын.

## Образ в кинематографе
Шелби — один из главных героев фильма 2019 года «Ford против Ferrari», в роли Кэрролла снялся Мэтт Деймон.